# Teigngrace
Teigngrace – wieś i civil parish w Anglii, w Devon, w dystrykcie Teignbridge. W 2011 civil parish liczyła 308 mieszkańców. Teigngrace jest wspomniana w Domesday Book (1086) jako Taigne/Taigna.